# Бернар от Клерво
Св. Бернар от Клерво (на френски: Bernard de Clairvaux; на латински: Bernardus abbas Clarae Vallis), O.Cist. – френски средновековен мистик, една от основните фигури в Цистерцианския орден.
Той е изпратен да основе ново абатство през 1115 г., Светлата долина на френски: Claire Vallée, което еволюира в Клерво (Clairvaux). През 1128 г. присъства на църковния събор в Троа, на който е съставен уставът на тамплиерите, които скоро се превръщат в идеал за благородниците християни.
Бернар е яростен привърженик на папската теокрация и активно защитава папа Инокентий II срещу антипапа Анаклет II по време на схизмата от 1130 г., настъпила след смъртта на папа Хонорий II. Благодарение на това френската църква приема страната на Инокентий.
През 1139 г. Бернар е сред присъствалите на Втория латерански събор. Впоследствие той убеждава папата да обяви учението на Пиер Абелар за ерес и това е направено официално на събор през 1140 г. Борбата на Бернар с ересите продължава, като след 1145 г. той пътува из Южна Франция и изнася пламенни проповеди срещу албигойците. Той изнася известна проповед и на събора във Везле през 1146, когато се подготвя Вторият кръстоносен поход.
Поради провала на кръстоносците последните години на Бернар са нерадостни, тъй като мнозина хвърлят вината върху него. Той е първият цистерцианец, поставен сред светците, и е канонизиран от папа Александър III през 1174. През 1830 папа Пий VIII го удостоява с титлата „Доктор на Църквата“.

## Биография
Роден е в замъка Фонтен ле Дижон в херцогство Бургундия през 1091 като трети от общо седем братя. Родителите му са от благородническите семейства Фонтен и Монбар и Бернар получава добро образование в църковно училище. Отличава се с любовта си към литературата, освен да чете посвещава много време и в писане на собствени стихове. През 1111 г. постъпва в абатство Сито. След смъртта на майка му през 1113 г. Бернар става член на Ордена на цистерцианците, основан пет години по-рано в Сито от Робер Молемски.
През 1115 г. графът на Троа иска да изгради клон на абатство Сито. Заедно с още 12 монаси Бернар е изпратен да основе нов манастир в долината на Абсент (дн. департамент От Марн) в близост до Бар сюр Об. Бернар нарича долината Светлата долина на френски: Claire Vallée, което по-късно еволюира като Клерво (Clairvaux) и оттогава имената Бернар и Клерво са завинаги свързани. Обстановката в манастира е спартанска: голи стени без орнаменти, подът в трапезарията е трамбована земя, леглата в спалното помещение са четири голи дъски.
Новият манастир привлича бързо много сподвижници (в това число бащата на Бернар и всичките му братя) и скоро той се оказва тесен за всички, които искат да се присъединят към цистерцианците. Самият Бернар със своята всеотдайност, както и с доброто си образование става главна фигура в ордена. През 1119 г. Бернар започва полемика с абатство Клюни, където по това време дисциплината спада. През 1128 г. Бернар е поканен да участва в основаването на ордена на тамплиерите и става автор на първия им устав заедно с Юг дьо Пайен.
След смъртта на папа Хонорий II на 13 февруари 1130 г. настъпва църковна схизма. Френският крал Луи VI свиква епископите на църковен събор през 1130 в Етамп (Étampes), на който Бернар е сред тези, които избират следващ папа. Към края на 1131 Франция, Англия, Германия, Португалия, Кастилия и Арагон подкрепят Инокентий II, докато по-голямата част от Италия, Южна Франция, Сицилия, латинските патриарси на Константинопол, Антиохия и Йерусалим подкрепят антипапа Анаклет II. Бернар успява да убеди противниците на Инокентий да променят позицията си.
През 1139 г. Бернар е сред присъствалите на Втория латерански събор. Впоследствие той убеждава папата да обяви учението на философа Пиер Абелар за ерес и това е направено официално на Санския събор през 1140 г. Борбата на Бернар с ересите продължава, като през 1145 г. той пътува из Южна Франция и изнася пламенни проповеди против албигойците. Той изнася проповед и на събора във Везле през 1146 г., когато се подготвя Втория кръстоносен поход.
Поради провала на кръстоносците последните години на Бернар са нерадостни, тъй като мнозина хвърлят вината върху него. Умира от тежка болест на 21 август 1153 г. на 63 годишна възраст, като 40 години е бил монах. Той е първият цистерцианец, поставен сред светците, и е канонизиран от папа Александър III през 1174. През 1830 г. папа Пий VIII го удостоява с титлата „Доктор на Църквата“.
От Късното средновековие е познат като Doctor mellifluus (медогласен учител).

## Идеи
Сред основните му идеи е тази за християнското смирение и описанието на мистичния опит. За основна добродетел е смятал смирението, а за главна цел на човешкия живот – сливането с Бога. Смирението ни трябва, според Бернар от Клерво, за да ни пречисти духовно, за да можем да съзерцаваме Бог. Той не се отклонява от традиционната католическа доктрина, според която съюзът с Бога не води до идентичност с него, а по-скоро волята на Бога и на човека постигат съгласие.
Според Бернар не е работа на монаха да знае какво става по света и той забранява на монасите да четат или да отварят школа; дори в областта на религията членовете на ордена са длъжни да знаят наизуст само четири молитви. Той проповядва целомъдрие, послушание, мълчание, бедност, невежество. Бернар порицава вкуса на монасите от Клюнийската школа към античната култура и техния стремеж да разкрасят църквите си.
Трудовете на Бернар от Клерво се състоят 14 трактата, десетки проповеди и стотици писма.

### Влияние
Учението и трудовете на Бернар от Клерво оказват голямо влияние върху църковния живот. На фона на невзрачните и слаби папи от този период, някои от които са негови ученици, Св. Бернар придобива огромен авторитет и влияние в църковните и светски среди. Чрез писма налага волята си на папата и на френския крал Луи VII.
След смъртта му през 1153 г. идеите му се разпространяват широко чрез 160 филиала на ордена и достигат Ирландия, Скадинавия, Унгария. Неговото учение е високо ценено от папите Александър III и Инокентий III. След XIII век към трудовете му се обръщат богослови (напр. Тома Аквински), проповедници, мистици. Францисканците заимстват от него много от своите идеи. Силно влияние оказва и на мистици като Юг от Сен Виктор, Ришар от Сен Виктор и Бонавентура. Във френската богословска школа от XVII в. се забелязва значително сходство с някои негови идеи. Той е известен и в протестантските среди, ценят го Мартин Лутер и Жан Калвин.